# Paul Sturrock
Pour les articles homonymes, voir Sturrock.
Paul Whitehead Sturrock (né le 10 octobre 1956 à Ellon en Écosse) est un footballeur écossais.
Jouant au poste d'attaquant, Sturrock a passé toute sa carrière de joueur à Dundee United, un club pour lequel il a disputé 385 matches et marqué 119 buts.
Il compte 20 sélections et 3 buts en équipe d'Écosse entre 1981 et 1987. Il faisait partie des 22 écossais à la coupe du monde 82 mais n'a disputé aucun match. Il a en revanche joué deux rencontres lors du Mundial 86.

## Clubs

### Joueur
- Dundee United  Écosse : 1974-1989

### Entraîneur
- Saint Johnstone  Écosse : 1993-1998
- Dundee United  Écosse : 1998-2000
- Plymouth Argyle  Angleterre : 2000-2004
- Southampton  Angleterre : 2004
- Sheffield Wednesday  Angleterre : 2004-2006
- Swindon  Angleterre : 2006-2007
- Plymouth Argyle : 2007-2009
- Southend United : 2010-2013
- Yeovil Town : 2015

## Palmarès

### Joueur
- Coupe UEFA :
  - Finaliste : 1987.
- Championnat d'Écosse :
  - Champion: 1983.
- Coupe d'Écosse :
  - Finaliste : 1981, 1985, 1987, 1988.
- Coupe de la Ligue écossaise :
  - Vainqueur : 1980, 1981.
  - Finaliste : 1982, 1985.

### Entraîneur
- Championnat d'Écosse de D2 :
  - Champion: 1997 (avec Saint Johnstone)
- Championnat d'Angleterre D3 :
  - Champion: 2002 (avec Plymouth).
- Championnat d'Angleterre D4 :
  - Champion: 2004 (avec Plymouth).